# Allison Williams

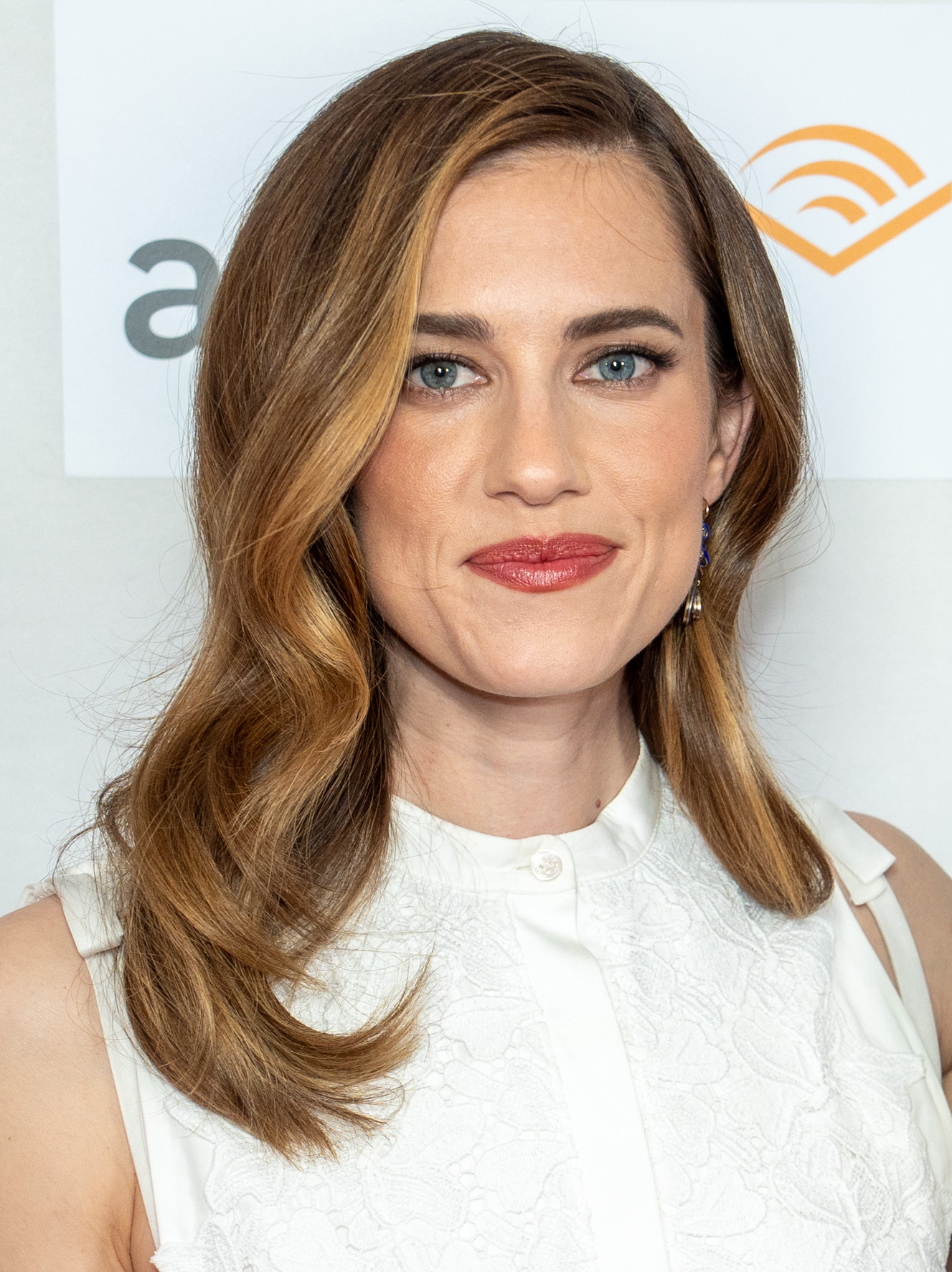
Allison Williams (2025)

Allison Williams (* 13. April 1988 in New Canaan, Connecticut) ist eine US-amerikanische Schauspielerin, Comedienne und Musikerin. Bekannt wurde sie durch die Fernsehserie Girls, in der sie die Rolle der Marnie Michaels spielt.

## Leben
Allison Williams ist die Tochter der Fernseh-Produzentin Jane Gillan Stoddard und des NBC-Moderators Brian Williams. Sie wuchs in New Canaan im US-Bundesstaat Connecticut auf und besuchte später die Eliteuniversität Yale, wo sie vier Jahre lang Mitglied der Improvisations-Comedy-Gruppe Just Add Water war. Sie graduierte im Jahr 2010. 2015 heiratete sie den CollegeHumor-Mitgründer und Unternehmer Ricky Van Veen. 2019 trennten sich Williams und Van Veen einvernehmlich.
Im deutschen Sprachraum wurde sie durch ihre Rolle als Marnie Michaels in der Fernsehserie Girls bekannt, welche in den USA erstmals am 15. April 2012 ausgestrahlt wurde. In Deutschland erfolgte die Erstausstrahlung in synchronisierter Fassung am 17. Oktober 2012 beim Bezahlfernsehsender Glitz*.
2017 übernahm sie in Jordan Peeles Horrorfilm Get Out eine der Hauptrollen.
Am 20. März 2018 wurde bekannt, dass sie eine Rolle in der zweiten und dritten Staffel der Netflix-Serie Eine Reihe betrüblicher Ereignisse übernehmen wird.

## Filmografie (Auswahl)
- 2004: American Dreams (Fernsehserie, 2 Episoden)
- 2011: Will & Kate: Before Happily Ever After (Fernsehserie, 4 Episoden)
- 2011: The League (Fernsehserie, Episode 3x11)
- 2012–2017: Girls (Fernsehserie, 55 Episoden)
- 2013: The Mindy Project (Fernsehserie, 3 Episoden)
- 2014: Peter Pan Live! (Fernsehfilm)
- 2014: College Musical
- 2016: Past Forward (Kurzfilm)
- 2017: Get Out
- 2018: Patrick Melrose (Fernsehserie, Episode 1x01)
- 2018: The Perfection
- 2019: Eine Reihe betrüblicher Ereignisse (A Series of Unfortunate Events, Fernsehserie, 7 Episoden)
- 2020: Horizon Line
- 2022: M3GAN
- 2023: Fellow Travelers (Miniserie)
- 2025: M3GAN 2.0 (auch Produzentin)